# Маскерано, Хавьер
Хавье́р Алеха́ндро Маскера́но (исп. Javier Alejandro Mascherano, МФА (исп.) [mastʃeˈɾano], МФА (ит.) [maskeˈraːno]; род. 8 июня 1984[…], Сан-Лоренсо, Санта-Фе) — аргентинский футболист итальянского происхождения, защитник и полузащитник. Двукратный олимпийский чемпион (2004, 2008), серебряный призёр чемпионата мира (2014), четырёхкратный финалист Кубка Америки (2004, 2007, 2015, 2016).
Известен своей неуступчивостью в единоборствах и умением отдать отличный пас. При этом Маскерано также известен крайне низкой результативностью даже для игрока оборонительного плана.

## Клубная карьера

### «Ривер Плейт»
Маскерано родился в Сан-Лоренцо, Санта-Фе, и прошёл через молодёжную школу в «Ривер Плейт» в Буэнос-Айресе, Аргентина.
Маскерано выиграл своё первое серебро, когда «Ривер Плейт» выиграл чемпионат страны в 2003—04. В 2004 году на Копа Либертадорес вышли в полуфинал, но проиграли по пенальти «Боке Хуниорс». Примерно в это же время несколько клубов, включая «Реал Мадрид» и «Депортиво Ла-Корунья» проявляли интерес в подписании Маскерано, но «Ривер Плейт» отклонил все предложения.
После Кубка конфедераций бразильский клуб «Коринтианс» приобрёл Маскерано за 15 миллионов долларов.

### «Коринтианс»
Бразильская серия A стартует с апреля, поэтому Маскерано присоединился к команде в середине сезона. Сыграв только девять матчей за клуб, в сентябре 2005 года Маскерано получил перелом левой голени, из-за чего пропустил конец сезона. Он вернулся в Аргентину, где его прооперировал врач сборной.
В общей сложности Маскерано пропустил шесть месяцев, вернувшись только 5 марта 2006 года. «Коринтианс» пришлось начать сезон на Кубке Либертадорес 2006 года без Маскерано, но он вернулся к раунду 1/16 против «Ривер Плейт», который «Коринтианс» проиграли. Бразильская Серия А также не далась для «Коринтианса» и находились в зоне вылета. В июне сезон был прерван на чемпионате мира 2006 года.
Выступления Маскерано привлекли внимание европейских клубов, он заявил о желании остаться с «Коринтианс», чтобы помочь команде сохранить место в серии А, и отложил любые переговоры до января. За несколько часов до закрытия трансферного окна 2006 года Маскерано присоединился к «Вест Хэм Юнайтед» вместе с товарищем по команде Карлосом Тевесом.

### «Вест Хэм Юнайтед»
Летом 2006 Маскерано и Карлос Тевес оформили переход в «Вест Хэм Юнайтед», благодаря компании Media Sport Investment за 12 млн фунтов стерлингов. Эта сделка шокировала футбольный мир и породила множество слухов в прессе относительно истинной природы и условий трансфера. Маскерано, в отличие от Тевеса, сыграл всего 5 матчей и не вписывался в схему игры. Уже через полгода Маскерано перешёл в «Ливерпуль» на правах аренды.

### «Ливерпуль»

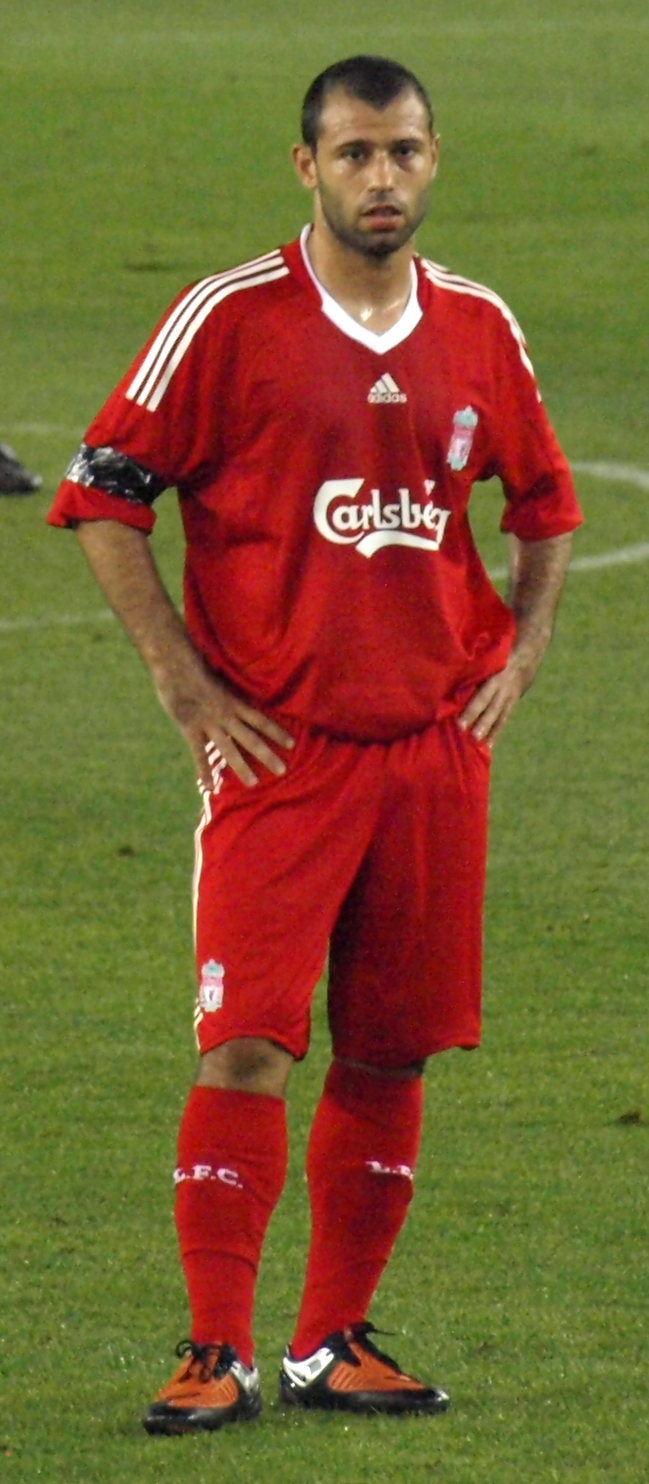
В составе «Ливерпуля»

29 февраля 2008 года Хавьер подписал постоянный контракт с «Ливерпулем». Март 2008 оставил неоднозначные воспоминания от игры Маскерано — он забил свой первый гол в матче против «Рединга» на «Энфилде», однако в следующем матче он был удалён с поля «Олд Траффорд» Стивом Беннетом за пререкания с рефери после того, как тот показал жёлтую карточку Торресу. Дисквалификация на один матч за красную карточку была продлена до трёх матчей за несогласие с рефери. Игрок согласился с обвинениями, но его апелляция по поводу дополнительного пропуска матчей была отклонена, а также на него был наложен большой штраф. Аргентинец продолжил играть в Лиге чемпионов.
В течение следующих двух сезонов Маскерано оставался одним из лучших игроков в составе «Ливерпуля», однако, по окончании сезона 2009/2010 стало понятно, что его уход неминуем. Игрок мог уйти ещё за год до этого, но тогда тренерскому штабу удалось уговорить его остаться. В конечном итоге Маскерано ушёл в «Барселону», подписав контракт с клубом 30 августа 2010 года.

### «Барселона»

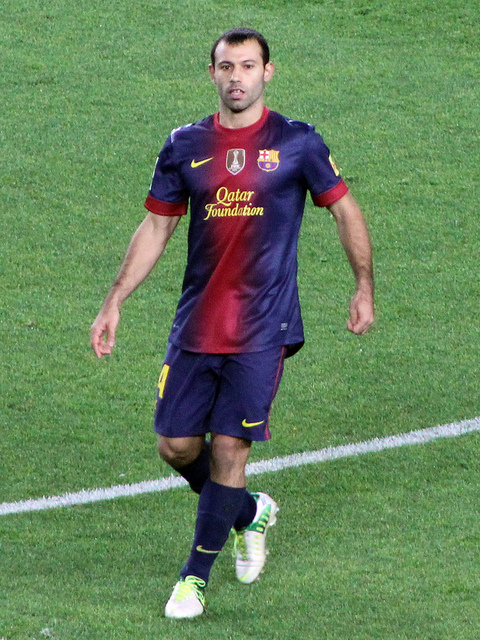
Маскерано в качестве игрока «Барселоны»

28 августа 2010 года стало известно, что Маскерано переходит в испанскую «Барселону» за 24 млн евро. Дебют за новый клуб состоялся 11 сентября в матче второго тура чемпионата Испании против «Эркулеса» (0:2). Аргентинец вышел на поле за 16 минут до конца встречи на позиции опорного полузащитника.
Первая половина сезона складывалась для Маскерано в новом клубе не слишком гладко, попасть в основной состав при Хави и Серхио Бускетсе было очень трудно. Но к середине сезона травму получил капитан команды Карлес Пуйоль и Хавьеру пришлось переквалифицироваться в центрального защитника. Особенно удачным в новом качестве стал для него ответный матч 1/8 финала Лиги чемпионов УЕФА 2010/11 против лондонского «Арсенала», когда за несколько минут до конца встречи он выполнил подкат и не позволил форварду «канониров» Никласу Бентнеру выйти один на один с голкипером Виктором Вальдесом. Матч закончился победой «каталонцев» со счётом 3:1 и по сумме двух встреч они вышли в следующую стадию турнира. 28 мая Маскерано принял участие в финале Лиги чемпионов УЕФА против английского «Манчестер Юнайтед» на стадионе «Уэмбли». Он вышел на поле с первых минут в качестве защитника и партнёра по центру обороны Жерарда Пике. Матч закончился победой «Барселоны» (3:1), а аргентинец выиграл свою первую Лигу чемпионов.
По итогам сезона 2013/14 Хавьер был признан лучшим игроком команды.
Перед началом сезона 2015/16 был назначен четвёртым вице-капитаном «Барселоны» после Андреса Иньесты, Лионеля Месси и Серхио Бускетса.
Перед началом сезона 2016/17 продлил контракт с «Барселоной» до 30 июня 2019 года.
26 апреля 2017 года забил свой первый гол за «сине-гранатовых», отличившись в матче чемпионата Испании в ворота «Осасуны» на 67 минуте встречи, реализовав пенальти, заработанный Денисом Суаресом. Этому голу суждено было стать и последним. 23 января 2018 года было объявлено о том, что после семи с половиной сезонов в «Барселоне» Хавьер Маскерано покидает команду.

### «Хэбэй Чайна Форчун»
Зимой того же 2018 года Маскерано стал игроком китайского клуба «Хэбэй Чайна Форчун». Об этом было объявлено руководством «Барсы» на специальном мероприятии, которое было устроено в честь ухода аргентинца из каталонской команды.
3 марта дебютировал за клуб в Китайской Суперлиге против «Тяньцзинь Теда». 2 мая забил первый гол за «Хэбэй Чайна Форчун» в Кубке Китая.

### «Эстудиантес»
23 ноября 2019 года было объявлено, что Маскерано перейдет в аргентинский «Эстудиантес». 25 января 2020 года дебютировал за клуб в матче против «Сан-Лоренсо». 16 ноября 2020 года объявил об окончании игровой карьеры. Во многом это решение было продиктовано тем, что футбольный сезон 2020 в Аргентине был прерван из-за коронавируса и Маскерано не получил достаточно игровой практики.

## Карьера в сборной
Первое международное выступление Маскерано состоялось в 2001 году. В сентябре играл в сборной Аргентины, которая заняла четвёртое место на чемпионате мира до 17 лет.
Дебют Маскерано на молодёжном уровне состоялся раньше, чем он сыграл за первую команду «Ривер Плейт» Этот международный дебют состоялся в товарищеской встрече против Уругвая 16 июля 2003 года.
В середине чемпионата 2003-04 года Маскерано был вызван в главную сборную для участия в чемпионате мира 2003 года. Аргентина снова заняла четвёртое место.
В январе 2004 года Маскерано присоединился к олимпийской сборной на южноамериканском предолимпийском турнире в Чили. Аргентина выиграла турнир, тем самым получила право на летнюю Олимпиаду 2004 года . В августе Маскерано и его команда стали обладателями золотых медалей в Греции. В конце сезона 2003—2004 Маскерано был вызван в состав сборной Аргентины на Кубок Америки. Аргентина проиграла Бразилии по пенальти в финале, но Маскерано впечатлил настолько, что его признали игрока лучшим игроком команды на этом турнире.
На чемпионате мира 2006 года Маскерано играл в каждом матче за Аргентину и эта команда выбивала Германию в четвертьфинале.
Первые два гола за сборную он забил в июле 2007 года во время Кубка Америки . 5 июля Маскерано забил единственный гол в заключительном матче группового этапа Аргентины против Парагвая, они заняли первое место в своей группе с девятью очками. 8 июля Хавьер забил ещё один гол в четвертьфинальном матче против Перу. Аргентина вышла в финал турнира, где 15 июля потерпела поражение со счётом 3:0.
8 июня 2008 года Маскерано получил свою первую красную карточку за сборную после получения двух жёлтых карточек в матче против США. Он был удалён на 86-й минуте матча, который закончился ничьей 0:0.
Позже в том же году Маскерано был вызван в сборную для представления ёе на Олимпийских играх в Пекине, в качестве одного из игроков старше 23 лет. Он был в восторге от полученного вызова: «Для любого спортсмена важно защищать золотую медаль. Я могу быть единственным человеком в моей стране, который когда-либо делал это, и я войду в историю». Аргентина выиграла турнир, сделав Маскерано только вторым аргентинским спортсменом (после поло игрока Хуана Нельсона), который выиграл две олимпийские золотые медали.
Вскоре после назначения главным тренером сборной Диегу Марадону он объявил, что хочет видеть Маскерано капитаном команды. «Я хочу, чтобы Маскерано был моим капитаном, потому что я считаю, что он ближе всего к моей идее насчёт аргентинской футболки: пот, жертва ради неё, профессионализм, близость с товарищем по команде».
Маскерано был назначен новым капитаном сборной Аргентины 10 ноября, сменив на этом посту Хавьера Дзанетти. На чемпионате мира 2010 года Аргентина, со своим новым капитаном, вышла в четвертьфинал, где они снова потерпели поражение от Германии 0:4. Хавьер сыграл почти во всех встречах кроме единственного матча группового этапа против Греции. Маскерано был капитаном Аргентины во время Кубка Америки в 2011 году на родной земле, но команда потерпела поражение от Уругвая в четвертьфинальном матче. В августе 2011 на посту капитана сборной Маскерано сменил Лионель Месси, которого на эту должность назначил новый тренер Алехандро Сабелла, а Хавьер стал вице-капитаном.

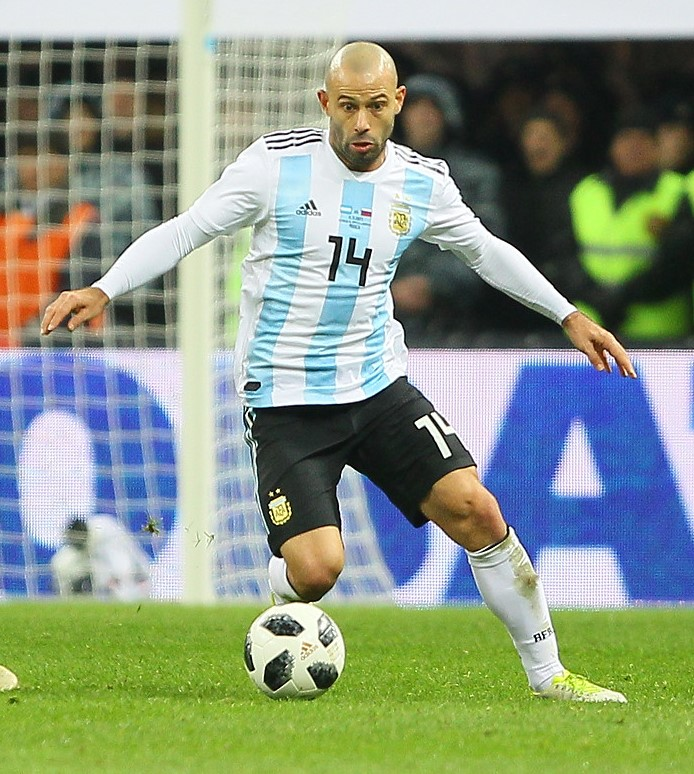
Маскерано в составе сборной Аргентины, 2017 год

На чемпионате мира 2014 года Маскерано сыграл свой 100-й матч за сборную это событие случилось в матче против Ирана, этот матч Аргентинцы выиграли 1:0. Во время турнира, Месси носил капитанскую повязку, и комментаторы часто описывали сборную Аргентины как команду Месси и плюс десять других игроков, однако Маскерано был фактическим лидером команды и полузащиты. Маскерано заявил ярко о себе, особенно во время группового этапа, где средства массовой информации описывали его как лучшего игрока Аргентины, но после все лавры достались результативному Месси.
Во время полуфинала Кубка мира против сборной Нидерландов, Маскерано был без сознания сбит с ног Жоргинио Вейналдумом, который был удалён с поля, а у было подозрением на сотрясение мозга, хотя позже он возобновил игру. В добавленное время Маскерано порвал заднюю приводящую мышцу, спасая ворота от удара Арьена Роббена . Аргентина прошла дальше в полуфинал, победив в послематчевой серии пенальти, а звездой этой серии стал вратарь Серхио Ромеро, который вытащил удары Рона Влаара и Уэсли Снейдера. Благодаря мастерству Хавьера и лидерским качествам сборной Аргентина вышла в финал, не пропустив ни одного гола в течение 330 минут во время отборочных матчей, а также ни разу не проиграла в турнире.
11 июля Маскерано был объявлен в шорт-лист десяти человек на награду FIFA Golden Ball за лучшего игрока турнира. Он заблокировал наибольшее количество ударов соперников на турнире (30) и стал третьим по количеству точных передач (576 с вероятностью успеха 89 %), играя в каждом матче сборной Аргентины. В финале Аргентина проиграла Германии 1:0 после дополнительного времени, а Марио Гётце забил на 113-й минуте.
В мае 2018 года, Маскерано был в окончательном списке Хорхе Сампаоли на чемпионат мира 2018 года в России. в товарищеском матче против Гаити, Хавьер сыграл 143-й матч в футболке сборной, а это равняется рекорду Хавьера Дзанетти по выступлениям за Аргентину. Его 144-й матч пришелся на первую игру в групповом этапе ЧМ 2018 против Исландии, эта встреча завершилась в ничью 1:1, Маскерано таким образом поставил рекорд по выступлениям за национальную сборную, став таким образом единственным игроком с наибольшим количеством игр в истории страны.
30 июня 2018 года, после выбывания Аргентины с Кубка мира в раунде 1/8 от Франции 4:3, Маскерано объявил о своём уходе из сборной, отыграв 147 матчей и забив 3 гола.

## Достижения

### Командные
«Ривер Плейт»
- Чемпион Аргентины: (2004, Клаусура)

«Коринтианс»
- Чемпион Бразилии: 2005

«Барселона»
- Чемпион Испании  (5): 2010/11, 2012/13, 2014/15, 2015/16, 2017/18
- Обладатель Кубка Испании (5): 2011/12, 2014/15, 2015/16, 2016/17, 2017/18
- Обладатель Суперкубка Испании (3): 2011, 2013, 2016
- Победитель Лиги чемпионов УЕФА (2): 2010/11, 2014/15
- Обладатель Суперкубка УЕФА (2): 2011, 2015
- Победитель Клубного чемпионата мира (2): 2011, 2015

Сборная Аргентины
- Победитель молодёжного чемпионата мира: 2001
- Олимпийский чемпион (2): 2004, 2008. Один из двух футболистов за последние 80 лет (первый — венгр Дежё Новак, олимпийский чемпион 1964 и 1968 годов), кто сумел выиграть 2 олимпийских золота.
- Финалист чемпионата мира: 2014
- Финалист Кубка Америки (4): 2004, 2007, 2015, 2016

Всего за карьеру: 23 трофея

### Личные
- Южноамериканская команда года (2): 2004, 2005[18]
- Символическая сборная Лиги чемпионов УЕФА: 2014/15[19]

## Личная жизнь
В 2008 году Маскерано женился на Фернанде Сильи. У них две дочери: Лола (родилась в 2006 году) и Альма (родилась в 2009 году). 12 апреля 2017 года родился сын Бруно.
Есть брат Себастьян.

## Статистика выступлений

### Клубная статистика
| Выступление        | Выступление      | Выступление      | Лига | Лига | Кубки | Кубки | Еврокубки | Еврокубки | Прочие | Прочие | Итого | Итого |
| Клуб               | Лига             | Сезон            | Игры | Голы | Игры  | Голы  | Игры      | Голы      | Игры   | Голы   | Игры  | Голы  |
| ------------------ | ---------------- | ---------------- | ---- | ---- | ----- | ----- | --------- | --------- | ------ | ------ | ----- | ----- |
| Ривер Плейт        | Суперлига        | 2003/04          | 21   | 0    | —     | —     | 13        | 0         | —      | —      | 34    | 0     |
| Ривер Плейт        | Суперлига        | 2004/05          | 25   | 0    | —     | —     | 12        | 1         | —      | —      | 37    | 1     |
| Ривер Плейт        | Итого            | Итого            | 46   | 0    | —     | —     | 25        | 1         | —      | —      | 71    | 1     |
| Коринтианс         | Серия А          | 2005             | 7    | 0    | 0     | 0     | 0         | 0         | 1      | 0      | 8     | 0     |
| Коринтианс         | Серия А          | 2006             | 10   | 0    | 2     | 0     | 5         | 0         | 8      | 0      | 25    | 0     |
| Коринтианс         | Итого            | Итого            | 17   | 0    | 2     | 0     | 5         | 0         | 9      | 0      | 33    | 0     |
| Вест Хэм Юнайтед   | Премьер-лига     | 2006/07          | 5    | 0    | 0     | 0     | 2         | 0         | —      | —      | 7     | 0     |
| Вест Хэм Юнайтед   | Итого            | Итого            | 5    | 0    | 0     | 0     | 2         | 0         | —      | —      | 7     | 0     |
| Ливерпуль          | Премьер-лига     | 2006/07          | 7    | 0    | 0     | 0     | 4         | 0         | —      | —      | 11    | 0     |
| Ливерпуль          | Премьер-лига     | 2007/08          | 25   | 1    | 3     | 0     | 13        | 0         | —      | —      | 41    | 1     |
| Ливерпуль          | Премьер-лига     | 2008/09          | 27   | 0    | 3     | 0     | 8         | 0         | —      | —      | 38    | 0     |
| Ливерпуль          | Премьер-лига     | 2009/10          | 34   | 0    | 1     | 0     | 13        | 1         | —      | —      | 48    | 1     |
| Ливерпуль          | Премьер-лига     | 2010/11          | 1    | 0    | —     | —     | —         | —         | —      | —      | 1     | 0     |
| Ливерпуль          | Итого            | Итого            | 94   | 1    | 7     | 0     | 38        | 1         | —      | —      | 139   | 2     |
| Барселона          | Примера          | 2010/11          | 27   | 0    | 7     | 0     | 11        | 0         | —      | —      | 45    | 0     |
| Барселона          | Примера          | 2011/12          | 31   | 0    | 6     | 0     | 10        | 0         | 5      | 0      | 52    | 0     |
| Барселона          | Примера          | 2012/13          | 25   | 0    | 6     | 0     | 8         | 0         | 2      | 0      | 41    | 0     |
| Барселона          | Примера          | 2013/14          | 28   | 0    | 7     | 0     | 9         | 0         | 2      | 0      | 46    | 0     |
| Барселона          | Примера          | 2014/15          | 28   | 0    | 7     | 0     | 12        | 0         | —      | —      | 47    | 0     |
| Барселона          | Примера          | 2015/16          | 32   | 0    | 6     | 0     | 8         | 0         | 5      | 0      | 51    | 0     |
| Барселона          | Примера          | 2016/17          | 25   | 1    | 5     | 0     | 8         | 0         | 2      | 0      | 40    | 1     |
| Барселона          | Примера          | 2017/18          | 7    | 0    | 2     | 0     | 2         | 0         | 1      | 0      | 12    | 0     |
| Барселона          | Итого            | Итого            | 203  | 1    | 46    | 0     | 68        | 0         | 17     | 0      | 334   | 1     |
| Хэбэй Чайна Форчун | Суперлига        | 2018             | 26   | 0    | 1     | 1     | —         | —         | —      | —      | 27    | 1     |
| Хэбэй Чайна Форчун | Суперлига        | 2019             | 27   | 0    | 0     | 0     | —         | —         | —      | —      | 27    | 0     |
| Хэбэй Чайна Форчун | Итого            | Итого            | 53   | 0    | 1     | 1     | —         | —         | —      | —      | 54    | 1     |
| Эстудиантес        | Суперлига        | 2019/20          | 7    | 0    | 1     | 0     | —         | —         | —      | —      | 8     | 0     |
| Эстудиантес        | Суперлига        | 2020/21          | 3    | 0    | —     | —     | —         | —         | —      | —      | 3     | 0     |
| Эстудиантес        | Итого            | Итого            | 10   | 0    | 1     | 0     | —         | —         | —      | —      | 11    | 0     |
| Всего за карьеру   | Всего за карьеру | Всего за карьеру | 428  | 2    | 57    | 1     | 138       | 2         | 26     | 0      | 649   | 5     |

### Выступления за сборную
| Сборная          | Год              | Отборочные матчи ЧМ | Отборочные матчи ЧМ | Финальные матчи ЧМ | Финальные матчи ЧМ | Кубок Америки | Кубок Америки | Товарищеские матчи | Товарищеские матчи | Итого | Итого |
| Сборная          | Год              | Игры                | Голы                | Игры               | Голы               | Игры          | Голы          | Игры               | Голы               | Игры  | Голы  |
| ---------------- | ---------------- | ------------------- | ------------------- | ------------------ | ------------------ | ------------- | ------------- | ------------------ | ------------------ | ----- | ----- |
| Аргентина        | 2003             | −                   | −                   | −                  | −                  | −             | −             | 1                  | 0                  | 1     | 0     |
| Аргентина        | 2004             | 5                   | 0                   | −                  | −                  | 5             | 0             | −                  | −                  | 10    | 0     |
| Аргентина        | 2005             | 2                   | 0                   | −                  | −                  | −             | −             | 1                  | 0                  | 3     | 0     |
| Аргентина        | 2006             | −                   | −                   | 5                  | 0                  | −             | −             | 3                  | 0                  | 8     | 0     |
| Аргентина        | 2007             | 4                   | 0                   | −                  | −                  | 6             | 2             | 4                  | 0                  | 14    | 2     |
| Аргентина        | 2008             | 5                   | 0                   | −                  | −                  | −             | −             | 4                  | 0                  | 9     | 0     |
| Аргентина        | 2009             | 7                   | 0                   | −                  | −                  | −             | −             | 3                  | 0                  | 10    | 0     |
| Аргентина        | 2010             | −                   | −                   | 4                  | 0                  | −             | −             | 6                  | 0                  | 10    | 0     |
| Аргентина        | 2011             | 3                   | 0                   | −                  | −                  | 4             | 0             | 6                  | 0                  | 13    | 0     |
| Аргентина        | 2012             | 4                   | 0                   | −                  | −                  | −             | −             | 4                  | 0                  | 8     | 0     |
| Аргентина        | 2013             | 4                   | 0                   | −                  | −                  | −             | −             | 5                  | 0                  | 9     | 0     |
| Аргентина        | 2014             | −                   | −                   | 7                  | 0                  | −             | −             | 8                  | 1                  | 15    | 1     |
| Аргентина        | 2015             | 4                   | 0                   | −                  | −                  | 6             | 0             | 2                  | 0                  | 12    | 0     |
| Аргентина        | 2016             | 7                   | 0                   | −                  | −                  | 5             | 0             | 1                  | 0                  | 13    | 0     |
| Аргентина        | 2017             | 4                   | 0                   | −                  | −                  | −             | −             | 2                  | 0                  | 6     | 0     |
| Аргентина        | 2018             | −                   | −                   | 4                  | 0                  | −             | −             | 2                  | 0                  | 6     | 0     |
| Всего за карьеру | Всего за карьеру | 49                  | 0                   | 20                 | 0                  | 26            | 2             | 52                 | 1                  | 147   | 3     |